# مكابي تل أبيب لكرة السلة
مكابي تل أبيب (بالإنجليزية: Maccabi Tel Aviv B.C)‏ و (بالعبرية: מכבי תל-אביב) وهو نادي كُرَة سَلة إسرائيلي أنشأ في سنة 1932 ويتمركز في مدينة تل أبيب في إسرائيل وهو يلعب في الدوري الإسرائيلي لكرة السلة ويعتبر من أقوى الأندية في إسرائيل.